# Ubaldo Calabresi
Ubaldo Calabresi (* 2. Januar 1925 in Sezze, Italien; † 14. Juni 2001) war ein römisch-katholischer Erzbischof und Diplomat des Heiligen Stuhls.
Ubaldo Calabresi empfing am 27. März 1948 die Priesterweihe.
Papst Paul VI. ernannte ihn am 3. Juli 1969 zum Titularerzbischof von Fundi und bestellte ihn zum Apostolischen Delegaten im Sudan. Die Bischofsweihe spendete ihm Kardinalstaatssekretär Jean-Marie Villot am 28. September 1969; Mitkonsekratoren waren Sergio Pignedoli, Sekretär der Kongregation für die Evangelisierung der Völker, und Arrigo Pintonello, Erzbischof von Terracina-Latina, Priverno und Sezze.
Am 29. April 1972 wurde er von Papst Paul VI. zum Apostolischen Pro-Nuntius im Sudan und am 5. Januar 1978 zum Nuntius in Venezuela ernannt. Am 32. Januar 1981 ernannte ihn Papst Johannes Paul II. zum Nuntius in Argentinien. Am 4. März 2000 nahm der Papst seinen altersbedingten Rücktritt an. 